# Stammliste des Hauses Solms
Stammliste des Hauses Solms mit den in der Wikipedia vertretenen Personen und wichtigen Zwischengliedern.

## Haus Solms (von Otto I. bis Ernst I. und Hermann Adolf)
1. Otto I. († 1410) ⚭ Agnes von Falkenstein († 1409)

Stammwappen derer zu Solms

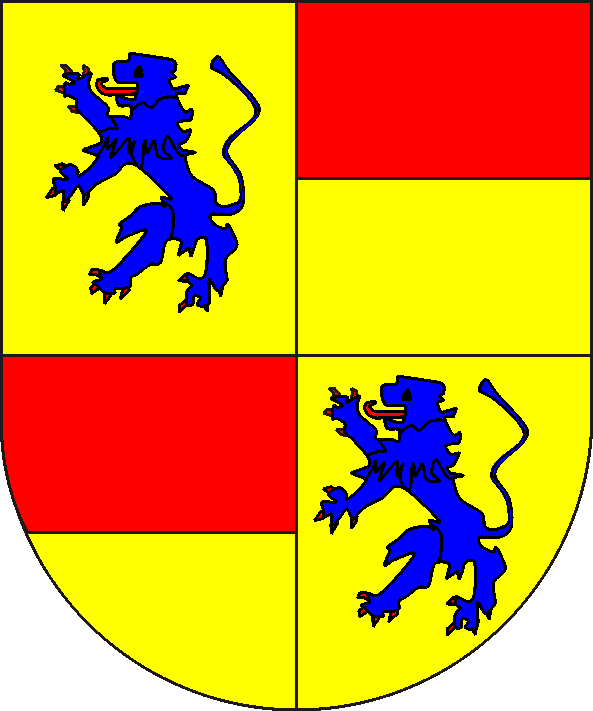
Wappen Solms-Münzenberg

Wappen Solms-Königsberg

  1. Johannes († 1457) ⚭ Elisabeth von Cronberg († 1438, Tochter von Frank VIII. von Cronberg)
    1. Kuno († 1477) ⚭ Walpurg, Wild- und Rheingräfin († 1493)
      1. Katharina (1458–1492) ⚭ Philipp II. von Waldeck-Eisenberg (1453–1524)
      2. Margareta (1460–1544)
      3. Walpurgis (1461–1499) ⚭ Philipp II. von Virneburg-Neuenahr († 1522/25)
      4. Johann (1464–1483)
      5. Philipp (1468–1544) ⚭ (I) Adriana von Hanau-Münzenberg (1470–1524) ⚭ (II) Walpurga Lindenlaub
        1. Walpurgis (1490–1527)
        2. Reinhard I. (1491–1562) ⚭ Maria von Sayn (1505–1586)
          1. Wilhelm (1525–1537)
          2. Ernst I. (1527–1590) ⚭ Margarethe von Solms-Braunfels (1541–1594) → Nachfahren Haus Solms-Lich
          3. Ursula (1528–1606) ⚭ Ulrich VI. von Montfort
          4. Eberhard (* 11. Februar 1530; † 30. Juni 1600 in Hirschberg)
          5. Bernhard (1533–1554)
          6. Philipp (1534–1581)
          7. Dorothea (1535–?)
          8. Amalie (1537–1593) ⚭ Heinrich von Fürstenberg (1536–1596)
          9. Wolfgang (1539–1545)
          10. Marie (1540–?)
          11. Susanna (1543–1593)
          12. Hermann Adolf (1545–1613) ⚭ Anna Sophia von Mansfeld (1562–1601) → Nachfahren Haus Solms-Hohensolms

        3. Dorothea (1493–1578) ⚭ Ernst II. von Mansfeld († 1531)
        4. Anna (1494–1510)
        5. Elisabeth (1495–1502)
        6. Otto (1496–1522) ⚭ Anna von Mecklenburg-Schwerin (1485–1525), Tochter von Magnus II. (Mecklenburg) (* 1441; † 20. November 1503 in Wismar)
          1. Maria (1520–1522)
          2. Friedrich Magnus (1521–1561) ⚭ Agnes von Wied († 1588)
            1. Philipp (1546–1556)
            2. Johann Georg I. (1547–1600) → Nachfahren Haus Solms-Laubach
            3. Dorothea (1547–1585) ⚭ Heinrich XVI. Reuß von Plauen, als Heinrich I. Begründer des Hauses Reuß jüngerer Linie zu Gera (1530–1572)
            4. Elisabeth (1549–1599) ⚭ Ludwig von Sayn-Wittgenstein († 1605)
            5. Otto (1550–1612) ⚭ Anna Amalie von Nassau-Weilburg (1560–1635), Tochter von Albrecht von Nassau-Weilburg (* 26. Dezember 1537 in Weilburg; † 11. November 1593 in Ottweiler)
              1. Anna (jung)
              2. Otto (1587–?)
              3. Agnes († 1587)
              4. Anna Maria (1585–1634) ⚭ Philipp Ernst von Hohenlohe-Langenburg (1584–1628)
              5. Dorothea (1586–1625) ⚭ Georg Wilhelm von Pfalz-Zweibrücken-Birkenfeld (* 6. August 1591 in Ansbach; † 25. Dezember 1669 in Birkenfeld),
              6. Anna Ottilie (1590–1592)
              7. Friedrich Albrecht (1592–1615)
              8. Philipp Otto (1597)

            6. Anna (1557–1586) ⚭ Georg III. von Erbach (1548–1605)

          3. Anna (1522–1594) ⚭ Ludwig Kasimir von Hohenlohe-Neuenstein (1517–1568)

        7. Kuno (* 1497–?)
        8. Ursula (1498–1517)
        9. Apollonia (1502–1518)
        10. Maria (1504)
        11. Katharina (1507–1518)
        12. Philipp († 1560)

      6. Bernhard
      7. Anna
      8. Maria († 1517)
      9. Agnes

    2. Catharine

  2. Bernhard II. († 1459) → Nachfahren Haus Solms-Braunfels
  3. Agnes († 1415/1420)
  4. Elisabeth († 1450/1451) ⚭ Diether I. von Ysenburg-Büdingen († 1461)
  5. Katharina († 1450)

## Haus Solms-Lich
1. Ernst I. (1527–1590) ⚭ Margarethe von Solms-Braunfels (1541–1594), Tochter von Philipp von Solms-Braunfels (1494–1581) → Vorfahren siehe oben, Haus Solms 
  1. Maria Juliana (1559–1622) ⚭ (I) Hans Hoyer von Schönburg-Glauchau-Waldenburg († 1576), ⚭ (II) Sebastian von Daun, Graf von Falkenstein († 1619)
  2. Reinhard II. (1562–1596)
  3. Georg Eberhard (1563–1602) ⚭ Sabina von Egmond (1562–1614)
  4. Ernst II. (1563–1619) ⚭ Anna von Mansfeld (1580–1620)
    1. Margarete Christine (1598–1610)
    2. Maria Sabine (1600–1665)
    3. Ernst (1601–1602)
    4. Anna Agnes (1602–1603)
    5. Magdalene Elisabeth (1603–1629)
    6. Kind */† 1607
    7. Christian Bruno (1608)
    8. Luise Katharina (1609)
    9. Philipp Heinrich (1610–1611)
    10. Maria Juliana (1612–1613)
    11. Otto Sebastian (1614–1632)
    12. Johannetta (1617–1622)
    13. Ludwig Christoph (1618–1650) ⚭ Amöna Amalia von Wied (1618–1680)
      1. Sophie Elisabeth (1641–1642)
      2. Philipp Georg (1643)
      3. Johanna Elisabeth (1644–1683) ⚭ Johann Adolf von Waldenheim
      4. Ernst August (1645–1664)
      5. Hermann (1646–1718) ⚭ Anna Maria von Solms-Rödelheim
      6. Karl Ludwig (1648–1686)

    14. (danger) (1617)

  5. Philipp (1569–1631) ⚭ (I) Sabina Popel von Lobkowitz (1583–1623), ⚭ (II) Eva Malowetz von Cheinow († 1688)
    1. Friedrich Adolf (1607–1609)
    2. Maria Elisabeth (1608–1613)
    3. Heinrich Ernst (1609–1610)
    4. Philipp Adam (1611–1670) ⚭ Helena Raschin von Riesenburg (1632–1699)
      1. Philipp Gottlieb (1661–1670)
      2. Josephina (1668–1722) ⚭ Sigismund von Königsegg-Rothenfels († 1709)

  6. Hedwig (1571–1584)
  7. Otto (1574–1592)
  8. Anna (1575–1634) ⚭ Reinhard III. von Leiningen-Westerburg († 1655)

## Haus Solms-Hohensolms (von Hermann Adolf zu Solms-Hohensolms bis Friedrich Wilhelm zu Solms-Hohensolms)
1. Hermann Adolf (1545–1613) ⚭ Anna Sophie von Mansfeld (1562–1601) → Vorfahren siehe oben, Haus Solms 
  1. Maria Margarethe (1590–1592)
  2. Johann Ernst (1591–1617)
  3. Juliana Elisabeth (1592–1649) ⚭ Hermann von Wied († 1631)
  4. Anna Margaretha (1597–1670) ⚭ Johann Konrad von Solms-Greifenstein (1603–1635)
  5. Philipp Reinhard I. (1593–1635) ⚭ Elisabeth von Wied († 1635)
    1. Philipp Reinhard II. (1615–1665) ⚭ (I) Anna Amalia von Solms-Greifenstein (1617–1640), Tochter von Wilhelm I. zu Solms-Greifenstein (1570–1635), ⚭ (II) Katharina Eleonore von Tschernembl (1622–1675)
      1. Heinrich Wilhelm (1637–1665)
      2. Maria Sabine (1638–1685) ⚭ Friedrich von Wied-Runkel (1618–1698)
      3. Karl Ludwig (1639)
      4. Johann Heinrich Christian (1644–1668)
      5. Ludwig (1646–1707) ⚭ (I) Luise zu Dohna (1646–1687), ⚭ (II) Wilhelmine Elisabeth von Leiningen-Dagsburg (1659–1733), Tochter von Georg Wilhelm von Leiningen-Dagsburg (1636–1672)
        1. Philipp Christian (1670–1671)
        2. Christian Ludwig (1671–1690)
        3. Sophie Eleonore (1672–1673)
        4. Elisabeth Sophie (1673–1674)
        5. Florentina Maria (1674–?)
        6. Moritz Friedrich (1675–?)
        7. Marie Friederike (1675–?)
        8. Anna Theodora (1676–?)
        9. Ludwig Karl (1677–1703)
        10. Amalie (1678–1746) ⚭ Friedrich Adolf zu Lippe (* 2. September 1667; † 18. Juli 1718)
        11. Albertine Marie (1679–1681)
        12. Charlotte (1680–1681)
        13. Friedrich Wilhelm (1682–1744) ⚭ Wilhelmine Magdalena von Ysenburg-Büdingen (1682–1749) → Nachfahren Haus Solms-Hohensolms-Lich
        14. Ernst Florus (1683–1686)
        15. Friederike Charlotte (1684)
        16. Heinrich Wolfart (1686)
        17. Charlotte Dorothea (1687)
        18. Karl August (1692–1693)
        19. Amalie Elisabeth (1694–1700)

    2. Moritz(?-?)
    3. Agnes Elisabeth (1620)
    4. Ludwig (1621)
    5. (Sohn) (1623)
    6. Johanette Sibylle (1623–1651) ⚭ Wilhelm II. von Solms-Greiffenstein (1609–1676)
    7. Maria Eleonore (1632–1689) ⚭ Ernst I. (Hessen-Rheinfels-Rotenburg) (* 8. Dezember 1623 in Kassel; † 2. Mai 1693 in Köln)
    8. Johann Wilhelm (1635)
    9. Ferdinand (1635)

  6. Dorothea Sophie (1595–1660) ⚭ Georg Friedrich von Hohenlohe-Schillingsfürst († 1635)
  7. (Sohn) (1596)
  8. Ludwig (1599)
  9. Herrmann Adolph (1601–1626)

### Haus Solms-Hohensolms-Lich (von Friedrich Wilhelm bis heute)
1. Friedrich Wilhelm (1682–1744) ⚭ Wilhelmine Magdalena von Ysenburg-Büdingen (1682–1749), Tochter von Wilhelm von Ysenburg-Büdingen in Birstein (1657–1711) → Vorfahren siehe oben, Haus Solms-Hohensolms 
  1. Wilhelmine (1711–?)
  2. Ludwig Wilhelm (1712)
  3. Christian Ludwig (1713–1714)
  4. Sohn */† 1714
  5. Friedrich Karl (1714)
  6. Friederike Christine (1715–1779)
  7. Ernestine Charlotte (1717–1784)
  8. Charlotte Albertine (1718–1719)
  9. Henriette Auguste (1719–1786)
  10. Philipp Ernst (1720–1741)
  11. Sophie Marianne (1721–??)
  12. Leopoldina Carolina (1723–1726)
  13. Alexandrina Theodora (1724–1725)
  14. Louisa Franziska (1724–1725)
  15. Karl Christian (1725–1803) ⚭ Sophie Charlotte von Dohna-Schlobitten (1740–1798)
    1. Georg (1760–1803)
    2. Karl Ludwig (1762–1807) ⚭ Henriette von Bentheim-Steinfurt (1777–1851), Tochter von Ludwig Wilhelm Geldricus Ernst zu Bentheim und Steinfurt (1756–1817)
      1. Karl (1803–1824)
      2. Ludwig zu Solms-Hohensolms-Lich (1805–1880) ⚭ Marie zu Ysenburg-Büdingen (1808–1872)
      3. Ferdinand (1806–1876) ⚭ Karoline von Collalto und San Salvatore (1818–1855)
        1. Marie (1837–1933)
        2. Hermann zu Solms-Hohensolms-Lich (1838–1899) ⚭ Agnes zu Stolberg-Wernigerode (1842–1904)
          1. Karl zu Solms-Hohensolms-Lich (1866–1920) ⚭ Emma zu Stolberg-Wernigerode (1875–1956), Tochter von Otto zu Stolberg-Wernigerode (1837–1896)
            1. Philipp Hermann (1895–1918)
            2. Anne-Agnes (1899–1987) ⚭ Carl Fürst zu Castell-Castell (1897–1945)
            3. Elisabeth (1903–1992) ⚭ Otto Vossler (1902–1987)
            4. Johanna Marie (1905–1982) ⚭ Georg Friedrich Graf zu Solms-Laubach (1899–1969)

          2. Reinhard Ludwig zu Solms-Hohensolms-Lich (1867–1951) ⚭ Marka zu Solms-Sonnenwalde (1879–1965), Tochter von Otto zu Solms-Sonnenwalde (1845–1886)
            1. (Sohn) (1900)
            2. Rosa Helene (1901–1963) ⚭ Victor Adolf zu Bentheim-Steinfurt (1883–1961)
            3. Hermann Otto (1902–1940) ⚭ Gertrud Freiin von Werthern-Beichlingen (1913–1987)
              1. Philipp Reinhard zu Solms-Hohensolms-Lich (1934–2015)[1] ⚭ Gräfin Marie Fouché d’ Otrante (* 1948)
                1. Caroline (* 1971) ⚭ Per Liljenqvist (* 1965)
                2. Carl Christian (* 1975) ⚭ Christina Gräfin Douglas (* 1973)
                3. Louis (* 1978) ⚭ Antonia Gräfin von Kielmansegg (* 1984)
                4. Frederik (* 1987)

              2. Dorothea (1935–2014) ⚭ Andreas Graf Razumovsky von Wigstein (1929–2002)
              3. Wilhelm Solms (1937–2024) ⚭ Milicent von Boch-Galhau (* 1937)
                1. Benedict (* 1965)
                2. Cynthia (* 1967) ⚭ Richard Graf von Waldburg-Wolfegg-Waldsee (* 1965)
                3. Amice (* 1972) ⚭ Johannes von Thurn und Valsassina (* 1967)
                4. Christian (* 1974) ⚭ Rebecca von Meister
                  1. Maximilian

              4. Eleonore (* 1938) ⚭ Hans-Henning von der Burg (* 1939)
              5. Hermann Otto Solms (* 1940) ⚭ (I) Margit Mayer (* 1944); ⚭ (II) Christiane Meyer zu Eissen (* 1955)
                1. Sophie (* 1989)
                2. Marie Christine (* 1991)
                3. Lilly (* 1993)

            4. Carl Friedrich (1903–2004)
            5. Friederike (1905–1995)
            6. Christine (1908–1960) ⚭ Franz Adolf von Arnim (1907–1943)
            7. Marie Anna (1910–2002) ⚭ Christof von Dohna-Schlobitten (1904–1994)

          3. Eleonore zu Solms-Hohensolms-Lich (1871–1937) ⚭ Ernst Ludwig (Hessen-Darmstadt, Großherzog) (1868–1937)
          4. Marie Mathilde (1873–1953) ⚭ Richard von Dohna-Schlobitten (1872–1918)
          5. Karoline (1877–1958) ⚭ Chlodwig von Hessen-Philippsthal-Barchfeld (1876–1954)
          6. Dorothea (1883–1942) ⚭ (I) Hermann zu Stolberg-Wernigerode (1867–1913); ⚭ (II) Albrecht Baron von Ledebur († 1945)

        3. Reinhard (1841–1862)
        4. Mathilde (1842–1867) ⚭ Bruno zu Ysenburg-Büdingen in Büdingen (1837–1906)
        5. Anna (1844–1904) ⚭ Octavian von Collalto und San Salvatore (1842–1912)
        6. Ludwig (1851–1913) ⚭ Luise Gräfin von Lynar (1864–1943)
          1. Ferdinand (1886–1918)
          2. Ludwig (1888–1956) ⚭ Auguste zu Stolberg-Wernigerode (1891–1948), Tochter von Constantin zu Stolberg-Wernigerode (1843–1905)
          3. Maximilian (1890–1913)
          4. Helene (1892–1978)

      4. August (1807–1814)

    3. Friedrich Alexander zu Solms-Hohensolms-Lich (1763–1830)
    4. Sophie Charlotte (1765–1803)
    5. Marie Caroline (1767–1838)
    6. Gustav (1771–1797)

  16. Gustav Adolf (1726–1728)
  17. Franz Casimir (1728)

## Haus Solms-Laubach (von Johann Georg I. bis Friedrich zu Solms-Laubach)
1. Johann Georg I. (1547–1600) ⚭ Margarethe von Schönburg-Glauchau (1554–1606) → Vorfahren siehe oben, Haus Solms 
  1. Philipp Georg (1573–1599)
  2. Friedrich zu Solms-Rödelheim (1574–1649) ⚭ Anna Maria von Hohengeroldseck (1593–1649)
  3. Christoph (1575–1596)
  4. Albrecht Otto I. (1576–1610) ⚭ Anna von Hessen-Darmstadt (1583–1631), Tochter von Georg I. (Hessen-Darmstadt) (1547–1596)
    1. Eleonore (1602)
    2. Magdalena (1603)
    3. Margarethe (1604–1648) ⚭ Heinrich Volrad Graf von Stolberg (1590–1641)
    4. Eleonore (* 9. September 1605; † 6. Juli 1633) ⚭ Markgraf Friedrich V. (Baden-Durlach) (1594–1659)
    5. Agnes Juliane (1606–1611)
    6. Christine (1607–1638) ⚭ Emich XIII. von Leiningen-Dagsburg (1612–1658)
    7. Hedwig Ursula (1608–1616)
    8. Albrecht Otto II. (29. Juni 1610–1639) ⚭ Katharina Juliane von Hanau-Münzenberg (1604–1668), Tochter von Graf Philipp Ludwig II. (Hanau-Münzenberg) (1576–1612)
      1. Elisabeth Albertine (* 6. Mai 1631; † 2. Januar 1693) ⚭ Fürst Wilhelm (Anhalt-Harzgerode) (1643–1709)
      2. Karl Otto (1633–1676) ⚭ Amöna Elisabeth von Bentheim (1623–1701)
        1. Katharina Amalia (1654–1736) ⚭ Philipp (Hessen-Philippsthal) (1655–1721)
        2. Elisabeth Wilhelmine (1657–1715)
        3. Anna Belgica Florentine (1663–1707) ⚭ Karl August von Ysenburg-Büdingen in Marienborn (1667–1725)
        4. Karolina Henriette (1667–1752) ⚭ Heinrich (Solms-Braunfels) (1638–1693), gefallen in der Schlacht bei Neerwinden

  5. Agnes (1578–1602) ⚭ Moritz (Hessen-Kassel) (1572–1632)
  6. Dorothea (1579–1631) ⚭ (I) Martin von Regenstein († 1597); ⚭ (II) Johann Kasimir von Kyrburg († 1651)
  7. Margarethe (1580–1635) ⚭ Hans Jakob II. von Eberstein († 1638)
  8. Wolfgang (1581–1611)
  9. Heinrich Wilhelm (1583–1632) → Nachfahren Haus Solms-Sonnenwalde
  10. Friedrich Magnus (1584–1604)
  11. Agathe (1585–1648) ⚭ Eberhard von Rappoltstein († 1637)
  12. Anna (1586–1587)
  13. Maria (1587–1589)
  14. Sibylla (1590–1659) ⚭ Fürst August (Anhalt-Plötzkau) (1575–1653)
  15. Johann Georg II. (1591–1632) ⚭ Anna Maria von Erbach-Fürstenau (1603–1663)
    1. Johann Ludwig (1621–1633)
    2. Sophie Elisabeth (1622–1669)
    3. Johann August (1623–1680) ⚭ Eleonore Cratz von Scharffenstein (1629–1680) → Nachfahren Haus Solms-Rödelheim
    4. Johann Friedrich (* 1. März 1625; † 10. Dezember 1696) ⚭ Benigna von Promnitz (1648–1702)
      1. Magdalene Wilhelmine (1668–1719) ⚭ Johann Samuel Plönnies
      2. Johann Siegmund (1668–1678)
      3. Erdmuthe Benigna (1670–1732) ⚭ Heinrich X. (Reuß-Ebersdorf) (1662–1711)
      4. Friedrich Ernst (Solms-Laubach) (1671–1723) ⚭ Friederike Charlotte zu Stolberg-Gedern (1686–1739)
        1. Friederike Ernestine (1710–1711)
        2. Friedrich Magnus II. (Solms-Laubach) (1711–1738)
        3. Karl Leopold (1713)
        4. Christian August (1714–1784) ⚭ (I) Elisabeth Amalie von Ysenburg-Büdingen in Birstein (1714–1748), Tochter von Wolfgang Ernst I. von Ysenburg-Büdingen in Birstein (1686–1754); ⚭ (II) Karoline Amalie Adolfine (* 26. November 1715; † 1752), Tochter von Friedrich Wilhelm I. Adolf (Nassau-Siegen) (1680–1722); ⚭ (III) Dorothea Wilhelmine Bötticher (1725–1754)
          1. Friedrich (1740–1759)
          2. Sophia (1741–1772) ⚭ Ferdinand Wilhelm von Solms-Braunfels (* 8. Februar 1721; † 2. Oktober 1783)
          3. Georg August (1743–1772) ⚭ Elisabeth Charlotte von Ysenburg-Büdingen in Birstein (1753–1829)
            1. Carl Christian (1768)
            2. Friedrich zu Solms-Laubach (1769–1822) ⚭ Henriette Gräfin von Degenfeld-Schonburg (1776–1847) → Nachfahren Haus Solms-Laubach
            3. Wilhelm (1770–1773)
            4. Sophie Philippine (1771–1807) ⚭ Volrad zu Solms-Rödelheim und Assenheim (1762–1818)

          4. Maria Theresia (1747–1817)
          5. Christiane Louise (1754–1815) ⚭ Friedrich Carl von Hohenlohe-Kirchberg (1751–1791)

        5. Adolf Heinrich (1715)
        6. Ludwig Karl (1716)
        7. Magdalene (1717–1738)
        8. Ferdinand Otto (1718–1719)
        9. Louise Charlotte (1720–1723)
        10. Marie Sophie (1721–1793) ⚭ Karl Christian Erdmann (Württemberg-Oels) (1716–1792)
        11. Johann Kuno (1722)
        12. Karl Franz (1722)
        13. Karl Heinrich (1723)

      5. Louise Bibiane (1672–1694)
      6. Karl Otto (1673–1743) ⚭ Louise Albrechtine von Schönburg-Glauchau (1686–1740)
        1. Karl Ludwig (1704–1762)
        2. Louise Charlotte (1705–1781)
        3. Sophie Magdalene (1707–1744) ⚭ Friedrich Wilhelm (Solms-Braunfels) (1696–1761)
        4. Friederike Luise (1708–1714)
        5. Erdmuthe Henriette (1709–1791)
        6. Friedrich Otto (1710)
        7. Albrechtine (1711–1773)
        8. Eleonore (1712)
        9. Otto (1713–1714)
        10. Wilhelm Friedrich (1715)
        11. Tochter */† 1717
        12. Johann Friedrich (1717)
        13. Heinrich Ernst (1718)
        14. Christian Wilhelm (1719–1720)
        15. Ferdinand Friedrich (1721–1723)
        16. Wilhelmine (1723–1773) ⚭ Heinrich Graf von Schönburg-Glauchau (1714–1750)
        17. Auguste (1724)
        18. Elisabeth Friederike (1725–1758) ⚭ L. F. von Lingelsheim[2]

      7. Heinrich Wilhelm zu Solms-Wildenfels-Laubach (1675–1741) ⚭ (I) Helene Dorothea von Truchseß (* 4. Mai 1680; † 11. Juli 1712), Tochter von Wolfgang Christoph Truchsess von Waldburg (1643–1688); ⚭ (II) Sophie von Dohna (* 12. August 1674; † 23. September 1746) Tochter von Friedrich von Dohna (1621–1688) → Nachfahren Haus Solms-Wildenfels

    5. Sophie Marie (1626–1688) ⚭ (I) Georg Ernst von Schönburg-Lichtenstein (1601–1664); ⚭ (II) Georg Albrecht von Brandenburg-Kulmbach (1619–1666)
    6. Friedrich Sigismund I. (1627–1696) ⚭ Ernestine von Schönburg-Hartenstein (1642–1713), Tochter von Otto Albrecht von Schönburg-Hartenstein (1601–1681) → Nachfahren Haus Solms-Baruth
    7. Anna Maria (1628–1687)
    8. Johann Georg III. (1630–1690) ⚭ (I) Eleonore von Bähringen (1642–1677); ⚭ (II) Eleonore von Reuß-Lobenstein (1661–1696), Tochter von Heinrich X. (Reuß-Lobenstein) (1621–1671)
      1. Johann Georg (1690)

    9. Eleonore Magdalene (1632–1669) ⚭ Heinrich Joachim von der Schulenburg (1610–1665)

  16. Sophie von Solms-Laubach (1594–1651) ⚭ Markgraf Joachim Ernst (Brandenburg-Ansbach) (1583–1625)

### Haus Solms-Sonnenwalde (von Heinrich Wilhelm zu Solms-Sonnenwalde bis Karl zu Solms-Sonnenwalde und Wilhelm zu Solms-Sonnenwalde)
1. Heinrich Wilhelm von Solms-Laubach (1583–1632) ⚭ (I) Sophie Dorothea von Mansfeld (1593–1617); ⚭ (II) Maria Magdalena zu Oettingen-Oettingen (1600–1636), Tochter von Ludwig Eberhard zu Oettingen-Oettingen (1577–1634) → Vorfahren siehe oben, Haus Solms-Laubach 
  1. Anna Sibylle (1615–1635) ⚭ Joachim Ernst zu Oettingen-Oettingen (1612–1659)
  2. Sophie Ernestine (jung)
  3. Johann Georg (1617–1618)
  4. Johann Ludwig (1621)
  5. Elisabeth Charlotte (1621–1660) ⚭ (I) Georg Friedrich von Rappoltstein († 1651) ⚭ (II) Johann Philipp III. von Leiningen-Dagsburg (1622–1666)
  6. Sophie (1622–1648) ⚭ Ulrich von Württemberg (* 15. Mai 1617; † 5. Dezember 1671)
  7. Luise Henriette (jung)
  8. Maria Eleonora (jung)
  9. Hedwig Sophie († 1625)
  10. Georg Friedrich (1626–1688) ⚭ (I) Praxedia von Hohenlohe-Pfedelbach (1627–1663), Tochter von Ludwig Eberhard von Hohenlohe-Pfedelbach (1590–1650); ⚭ (II) Anna Sophie von Anhalt-Bernburg (1640–1704), Tochter von Christian II. (Anhalt-Bernburg) (1599–1656)
    1. Wilhelm Ludwig (1649–1669)
    2. (Sohn) (1650)
    3. Georg Friedrich (1650)
    4. Joachim Friedrich (1651)
    5. Johann Georg (1653–1679)
    6. Otto Heinrich (1654–1711) ⚭ Charlotte Sophie von Krosigk (1664–1706)
      1. Sophie Hedwig (1690–1691)
      2. Friedrich Eberhard zu Solms-Sonnenwalde (1691–1752) ⚭ Maria Carolina von Schärffenberg (1699–1780)
        1. Charlotte (1725–1783) ⚭ Christia Graf von Seilern und Aspang († 1801)
        2. Friederike (1727–1753) ⚭ Ignaz von Kirchberg und Weissenhorn (1720–1791)
        3. Eberhardine (1729–1799) ⚭ (I) August von Bagge († 1780); ⚭ (II) Paul Georg von der Wenige, Graf von Lambsdorff († 1793)
        4. Friedrich Joseph (1732–1758) ⚭ Marie Wilhelmine Schirndinger von Schirnding (1733–1803)
          1. August (1755–1761)
          2. Marie Antonie (1756–1802) ⚭ Kaspar von Ledebur († 1790)

        5. Friedrich Christian (1735–1760)
        6. Friedrich Franz (1739–1803)

      3. Carl Christian (1692–1714)
      4. Henriette (1694–1696)
      5. Ernestine Elisabeth (1695–1730) ⚭ Friedrich Sigismund II. zu Solms-Baruth (1669–1737)
      6. Otto Wilhelm (1701–1737) ⚭ Dorothea Sabine von Arnim (1707–1738)
        1. Karl Georg (1728–1796) ⚭ Johanna Ulrike von Münsterberg (1730–1797)
          1. Karl (1761–1825) ⚭ Johanna von Prittwitz und Gaffron (1766–1842) → Nachfahren Haus Solms-Sonnenwalde-Rösa

        2. Victor Friedrich von Solms-Sonnenwalde (1730–1783) ⚭ Wilhelmine Charlotte von Dönhoff (1726–1794)
          1. Christian (1755–1799) ⚭ Friederike Christiane Elisabeth von Schlippenbach (1767–1843)
            1. Wilhelmine (1785–1862) ⚭ Georg Friedrich von Arnim (1778–1834)
            2. Wilhelm zu Solms-Sonnenwalde (1787–1859) ⚭ Clementine Constantia von Bressler (1790–1872) → Nachfahren Haus Solms-Sonnenwalde
            3. Karl Wilhelm (1789–1814)

          2. Luise (1759–1811) ⚭ Georg von Arnim (1747–1828)

      7. August Philipp (1702–1726)
      8. Heinrich Rudolf (1702–1705)
      9. Johann Georg (1704–1796) ⚭ Friederike Charlotte von Danckelmann
        1. Georg Friedrich (1729–1730)

      10. Ludwig Adolf (1706–1750) ⚭ Sabine Louise von Thümen (1713–1804)
        1. Heinrich (1729–1731)
        2. Charlotte (1730–1732)
        3. Henriette (1731–1798) ⚭ Johann Christian von Ochsenstein († 1786)
        4. Victor (1732–1734)
        5. Elisabeth Christine (1733–1789) ⚭ Karl von Geusau († 1775)
        6. Sabine Luise (1736)
        7. Georg Wilhelm (1739–1756)
        8. Otto Heinrich (1740–1814) ⚭ Luise von Bähr (1752–1820)
          1. Charlotte (1769–1805)
          2. Friederike (1770–1771)
          3. Auguste (1772–1773)
          4. Otto (1773)
          5. Albertine (1775–1827) ⚭ Johann Neumann von Bähr (1783–1897)

      11. Gustav Ferdinand (1708–1725)

    7. Charlotte Sophie (1656–1657)
    8. Georg Friedrich (1658–1659)
    9. Erdmuthe Gottliebe (1659–1666)
    10. Luise Praxedis (1660–1662)
    11. Friederike Christine (1665–1666)
    12. Karl Gottlieb (1666–1669)
    13. Heinrich Wilhelm (1668–1718) ⚭ Johanna Margarethe Freiin von Friesen (1671–1694)
      1. Wilhelmine Christine (1692–1772) ⚭ (I) Otto Ernst von Schönburg-Waldenburg (1681–1746); ⚭ (II) N. von Luttitz
      2. Luise Sophie (1693–1717) ⚭ Erdmann Heinrich Henckel von Donnersmarck (1681–1752)

    14. Sophie Albertine (1672–1708) ⚭ Fürst Karl Friedrich (Anhalt-Bernburg) (1668–1721)

  11. Johann Christian (1628–1629)

#### Haus Solms-Sonnenwalde-Rösa (von Carl zu Solms-Sonnenwalde-Rösa bis Detlev zu Solms-Sonnewalde-Rösa)
1. Karl (1761–1825) ⚭ Johanna von Prittwitz und Gaffron (1766–1842) → Vorfahren siehe oben, Haus Solms-Sonnenwalde 
  1. Karl (1789–1829) ⚭ Maria Anna von Paczensky und Tenczin (1799–1884)
    1. Johanna (1817–1903) ⚭ Ernst Freiherr von Saurma von und zu Jeltsch zu Sterzendorf († 1875)
    2. Karl (1818–1837)
    3. Feodor (1820–1888) ⚭ (I) Alexandrine von Zawadsky-Ragotzky (1822–1872), ⚭ (II) Wilhelmine Ebel (1819–1901)
      1. Maria Anna (1843–1874)
      2. Victor (1844–1864)
      3. Helene (1845–1886) ⚭ Eugen von Dresky (1831–1892)

    4. Bertha (1821–1912)
    5. Maria (1827–1857)
    6. Wally (1829–1879) ⚭ Robert le Beauld de Nans

  2. Karoline (1792–1878)
  3. Moritz Friedrich (1794–1795)
  4. Amalie (1796–1862) ⚭ Joseph von Paczensky und Tenczin († 1854)
  5. Friedrich (1800–1879) ⚭ Johanna von Knebel (1798–1854)
    1. Wilhelm (1828–1904) ⚭ (I) Luise Julie Freiin von Bodenhausen (1832–1867), ⚭ (II) Helene Freiin von Bodenhausen (1836–1904)
      1. Otto Wilhelm (1869–1881)

    2. Friedrich Ludwig (1829–1906) ⚭ Therese von Eller-Eberstein (1838–1883)
      1. Friedrich (1864–1946)
      2. Mathilde (1864–1950) ⚭ Karl Freiherr von Eller-Eberstein (1830–1908)

    3. Klara (1838)

  6. Friedrich Moritz (1803–??)
  7. Gustav Adolf (1804–1891)
  8. Otto (1810–1890) ⚭ Angelika von Schmettau (1813–1881)
    1. Max (1846–1907) ⚭ Marie Dörr (1858–1930)
    2. Detlev (1857–1924) ⚭ Marie von Zastrow (1874–1960)

#### Haus Solms-Sonnenwalde (von Wilhelm zu Solms-Sonnenwalde bis heute)
1. Wilhelm zu Solms-Sonnenwalde (1787–1859) ⚭ Clementine Constantia von Bressler (1790–1872) → Vorfahren siehe oben, Haus Solms-Sonnenwalde 
  1. Alfred zu Solms-Sonnenwalde (1810–1870) ⚭ Amalie von Schwerin (1820–1900), Tochter von Reichsgraf Hermann von Schwerin (1776–1858)
    1. Cäcilie (1841–1843)

  2. Klemens († 1814)
  3. Theodor zu Solms-Sonnenwalde (1814–1890) ⚭ Klara von Rex-Thielau (1815–1886)
    1. Marka (1838–1914) ⚭ Georg von Arnim (1832–1881)
    2. Peter zu Solms-Sonnenwalde (1840–1922) ⚭ Katharina zu Solms-Sonnenwalde (1843–1895), Tochter von Constantin zu Solms-Sonnenwalde (1815–1890)
      1. Elisabeth (1869–1954)
      2. Margarethe (1870–1932) ⚭ Jobst-Hermann von Lippe-Weißenfeld (1865–1945), Sohn von Armin zur Lippe-Weißenfeld (1825–1899)
      3. Adriana (1873–1956)
      4. Sabine (1878–1881)
      5. Martina (1883–1957) ⚭ Aribert von Lynar (1876–1943)

    3. Otto zu Solms-Sonnenwalde (1845–1886) ⚭ Helene zu Solms-Baruth (1854–1886), Tochter von Friedrich zu Solms-Baruth (Politiker, 1821)
      1. Marka (1879–1965) ⚭ Reinhard zu Solms-Hohensolms-Lich (1867–1951)
      2. Erica (1880–1970) ⚭ (I) Eberhard von Stolberg-Wernigerode (1873–1929); ⚭ (II) Carl von Stolberg-Wernigerode (1876–1934)
      3. Clementine (1881–1971) ⚭ Hugo von Castell-Rüdenhausen
      4. Freda (1882–1980) ⚭ Hermann von Castell-Rüdenhausen (1872–1941)
      5. Wilhelm (1886–1981) ⚭ Isabelle von Bentinck (1889–1981)
        1. Marie Helene (* 1917) ⚭ Günther von Bünau (1911–1996)
        2. Rosa (1918–1938)
        3. Otto (1921–1931)
        4. Alfred (1932–2022) ⚭ Christine Hüsmert (* 1964)
          1. Charlotte (* 1993)
          2. Caroline (* 1994)
          3. Isabelle (* 1996)

  4. Viktor Christian Konstantin von Solms-Sonnenwalde (1815–1890) ⚭ Alwine von Langen (1816–1888)
    1. Katharina (1843–1895) ⚭ Peter zu Solms-Sonnenwalde (1840–1922)
    2. Margarete (1845–1858)
    3. Georg (1847–1871)

  5. Clementine (1817–1894) ⚭ Hermann von Schlippenbach († 1862)
  6. Roderich (1820–1857)
  7. Eberhard zu Solms-Sonnenwalde (1825–1912), Diplomat ⚭ Odette Lafitte (1840–??)

### Haus Solms-Rödelheim (von Johann August zu Solms-Rödelheim bis Johann Ernst zu Solms-Rödelheim)
1. Johann August (1623–1680) ⚭ Eleonore Cratz von Scharffenstein (1629–1680) → Vorfahren siehe oben, Haus Solms-Laubach 
  1. Johann August (1655)
  2. Sibylle Eleonore (1656–1657)
  3. Johann Karl Eberhard (1657–1699)
  4. Sophie Elisabeth (1657–1719)
  5. Johann Georg (1658–1673)
  6. Anna Maria (1660–1713) ⚭ Hermann zu Solms-Lich (1646–1718)
  7. Eleonore Magdalena (1663–1703)
  8. Ludwig (1664–1716) ⚭ Charlotte Sibylle von Ahlefeldt (1672–1716)
    1. Friedrich August Karl (1696–1716)
    2. Tochter (*/† 1698)
    3. Marie Sophie (1698–1766) ⚭ Kasimir Kolb von Wartenberg (1699–1772)
    4. Luise Charlotte (1700–1703)
    5. Katharine Polyxenia (* 30. Januar 1702; † 29. März 1765) ⚭ Christian Karl Reinhard (Leiningen-Dagsburg-Falkenburg) (1695–1766)
    6. Lothar (1703–1722)

  9. Amöna Charlotte (1666)
  10. Ludwig Heinrich (1667–1728) ⚭ Wilhelmine Christine von Limpurg (1679–1757)
    1. Dorothea Charlotte (1696–1697)
    2. Dorothea Sophie (1698–1774) ⚭ Josias I. (Waldeck-Bergheim) (1696–1763)
    3. Wilhelm (1699–1778) ⚭ (I) Maria Anna Magdalena von Wurmbrand-Stuppach (1702–1756); ⚭ (II) Wilhelmine Christine von Sayn-Wittgenstein-Berleburg (1725–1760), Tochter von Casimir von Sayn-Wittgenstein-Berleburg; ⚭ (III) Sophie Henriette zu Solms-Wildenfels (1739–1822), Tochter von Heinrich Karl zu Solms-Wildenfels (* 28. Februar 1706/7; † Oktober 1746)
      1. Wilhelmine Dorothea (1723)
      2. Wilhelm Heinrich Immanuel (1725–1728)
      3. Christine Wilhelmine (* 24. April 1736 in Rödelheim bei Frankfurt am Main; † 6. Januar 1803 in Straßburg) ⚭ Carl Friedrich Wilhelm (Leiningen) (1724–1807)

    4. Marie Eleonore (1701–1702)
    5. Friederike (1703–1762) ⚭ Karl von Isenburg-Büdingen in Meerholz (1700–1774)
    6. Ernst Karl (1705)
    7. Eberhard (1707–1718)
    8. Dorothea Sophie (1708)
    9. Sophie Luise (1709–1773) ⚭ Friedrich Ludwig von Löwenstein-Wertheim-Virneburg (1706–1796)
    10. Sophie Charlotte (1711–1712)
    11. Sophie Elisabeth (1713–1734)
    12. Johann Ernst (1714–1790) ⚭ (I) Henriette von Terzi zu Cronenthal (1717–1760); ⚭ (II) Amöna von Löwenstein-Wertheim-Virneburg (1743–1800), Tochter von Johann Ludwig von Löwenstein-Wertheim-Virneburg (1705–1790) → Nachfahren Haus Solms-Rödelheim
    13. Karl Christian (1716–1745)
    14. Charlotte Christine (1717–1722)
    15. Wilhelmine Dorothea (1723)

  11. Philipp Friedrich (1668)
  12. Wilhelm Friedrich (1669–1694)

#### Haus Solms-Rödelheim (von Johann Ernst zu Solms-Rödelheim bis heute)
1. Johann Ernst (1714–1790) ⚭ (I) Henriette von Terzi zu Cronenthal (1717–1760), ⚭ (II) Amöna von Löwenstein-Wertheim-Virneburg (1743–1800), Tochter von Johann Ludwig von Löwenstein-Wertheim-Virneburg (1705–1790) → Vorfahren siehe oben, Haus Solms-Rödelheim
  1. Vollrath (1762–1818) ⚭ (I) Sophie Philippine zu Solms-Laubach (1771–1807), Tochter von Georg August zu Solms-Laubach (1743–1772); ⚭ (II) Marie Hoffmann (1783–1843)
    1. Carl (1790–1844) ⚭ Marie Amalie von Erbach-Schönberg (1795–1875), Tochter von Ernst von Erbach-Schönberg (1739–1812)
      1. Bertha (1824–1896) ⚭ Carl Martin von Stolberg-Roßla (1822–1870)
      2. Maximilian (1826–1892) ⚭ Thekla zu Solms-Laubach (1835–1892), Tochter von Otto zu Solms-Laubach (1799–1872)
        1. Karl Franz (1864–1923) ⚭ (I) Anastasia von Pappenheim (1863–1904), ⚭ (II) Jenny von Castell-Castell (1866–1923), Tochter von Carl von Castell-Castell (1826–1886)
          1. Max zu Solms (1893–1968) ⚭ (I) Viktoria von Leiningen (1895–1973); ⚭ (II) Freda von Gersdorff (1901–1992)
            1. Markwart (1925–1976)
            2. Johann Georg (* 1938) ⚭ Gabriele Jahr (* 1939)
              1. Ricarda (* 1967) ⚭ (I) Udo Hoin (* 1960); ⚭ (II) Alexander Gorkow (* 1966); ⚭ (III) Steven Uhly (* 1964)
              2. Cora (* 1970)
              3. Hanna (* 1973)

          2. Joachim Ernst (1896–1978) ⚭ Klara von Bullion (1901–1996)
            1. Jost Heinrich (1929–2016) ⚭ Karin Frowein (* 1936)
            2. Günther (1931–1979) ⚭ (I) Alexandra von Eulenburg (* 1933); ⚭ (II) Gabriele Podleska (* 1939)
              1. Nikolaus (1961–1981)
              2. Antonia (* 1962) ⚭ Bernhard von Rothkirch und Panthen (* 1951)
              3. Philipp (* 1964) ⚭ Clarissa von Gaudecker (* 1967)
                1. Emilia (* 1999)
                2. Mathilda (* 2001)

            3. Maritta (* 1940) ⚭ Jasper von Wallmoden (* 1936)

          3. Editha Thekla (1897–1971)
          4. Anna Hedwig (1903–1971)

        2. Sophie (1866–1914)
        3. Ernst (1868–1920) ⚭ Anna von Platen-Hallermund (1874–1937)
          1. Carl Alexander (1906–1944)
          2. Max Ernst (1910–1993) ⚭ Hella Gessner (1923–2009)
            1. Florence (* 1949)
            2. Philipp (1952–1958)
            3. Caroline (1959–) ⚭ Franz Sauer (1961–)

          3. Wilhelm Solms-Rödelheim (1914–1996) ⚭ (I) Gabriele Brougier (* 1918); ⚭ (II) Monica Nagel (* 1927)

        4. Anna (1869–1936)
        5. Bertha (1871–1912)
        6. Marie (1873–1955)

      3. Friedrich (1827–1883) ⚭ Mathilde von Salm-Horstmar (1827–1908), Tochter von Wilhelm Friedrich von Salm-Horstmar (1799–1865)
      4. Otto (1829–1904) ⚭ Emma von Thun (1834–1900)
        1. Bertha (1869–1939) ⚭ Leonhard von Stolberg-Wernigerode (1853–1914)
        2. Kuno (1872–1945)

      5. Emma (1831–1904) ⚭ Carl von Castell-Castell (1826–1886)
      6. Agnes (1833–1910)
      7. Cuno (1836–1862)

    2. Friedrich Ludwig Heinrich Adolf (1791–1859)
    3. Ferdinande (1793–1859) ⚭ Maximilian von Erbach-Schönberg (1787–1823)
    4. Franz Friedrich Karl (1796–1852)
    5. Friedrich Ludwig (1797–1859)
    6. Henriette (1800–1804)
    7. Eduard (1801–1860)
    8. Elisabeth (1806–1885) ⚭ Wilhelm Friedrich von Salm-Horstmar (1799–1865)
    9. Mathilde (1813–1860)

  2. Karl Christian (1764)
  3. Friederike Luise (1766)

### Haus Solms-Laubach (von Friedrich zu Solms-Laubach bis Otto zu Solms-Laubach)
1. Friedrich Graf zu Solms-Laubach (* 29. August 1769 in Laubach; † 24. Februar 1822 in Köln) ⚭ Henriette Gräfin von Degenfeld-Schonburg (1776–1847) → Vorfahren siehe oben, Haus Solms-Laubach
  1. Otto II. (1799–1872) ⚭ Luitgarde Prinzessin zu Wied (1813–1870) Tochter von Johann August zu Wied (1779–1836)
    1. Friedrich (1833–1900) ⚭ Marianne zu Stolberg-Wernigerode (1836–1910), Tochter von Wilhelm zu Stolberg-Wernigerode (1807–1898)
      1. Otto III. (1860–1904) ⚭ Emma Prinzessin zu Ysenburg und Büdingen in Büdingen (1870–1944), Tochter von Bruno zu Ysenburg-Büdingen (1837–1906) → Nachfahren Haus Solms-Laubach 
      2. Wilhelm (1861–1936) ⚭ Marie zu Stolberg-Wernigerode (1872–1950) Tochter von Otto zu Stolberg-Wernigerode (1837–1896)
      3. Elisabeth (* 29. Oktober 1862 in Laubach; † 8. April 1930 in Groß Krausche), ⚭ Heinrich XXV. Reuß zu Köstritz (* 27. August 1856 in Jänkendorf; † 25. August 1911 in Groß Krausche; ▭ ebenda)
      4. Magdalene (* 11. Dezember 1863 in Jannowitz; † 21. April 1925 in Oberstdorf), ⚭ Heinrich XXVIII. Reuß zu Köstritz (* 3. Juni 1859 in Stonsdorf, Riesengebirge; † 8. Mai 1924 in Berlin)
      5. Marie (1865–1946) ⚭ Georg von Schwertzell zu Willingshausen (1857–1949)
      6. Friedrich Ernst (1867–1930)
      7. Karl Heinrich (1870–1945) ⚭ Rosa Prinzessin zu Salm und Salm-Salm (1878–1963), Tochter von Alfred zu Salm-Salm (1846–1923)
        1. Marcus (1913–?)
        2. Karl (1915–1927)

      8. Georg Reinhard (1872–1937) ⚭ Emma Kreuter (1888–1952)
        1. Albrecht (1922–1942)
        2. Luitgard (1924–2019[3]) ⚭ Hans Graf von der Goltz (1926–2018[4])
        3. Hans Günter (1927–2009) ⚭ Anna Gräfin von Rechteren-Limpurg (1940–1994)
          1. Pia (1969–1972)
          2. Georg (* 1972) ⚭ Bettina Schröder

      9. Luitgarde (1873–1954) ⚭ Gottlieb von Jagow (1863–1935)
      10. Johann Albrecht (1880–1916)

    2. Thekla (1835–1892) ⚭ Maximilian Graf zu Solms-Rödelheim und Assenheim (1826–1892)
    3. Ernst (1837–1908) ⚭ Auguste Gräfin von Schimmelmann (1847–1921)
      1. Adelaide (1875–1945)
      2. Frieda (1875–1961)
      3. Luitgarde (1880–1947)
      4. Manon (1882–1975)
      5. Erika (1886–1943)
      6. Ernstotto (1890–1977) ⚭ Margot Bertram (1906–1994)
        1. Eleonore Elisabeth (1937–1999) ⚭ Johann Friedrich zu Solms-Laubach (1932–1998)
        2. Friedrich Ernst (* 1940) ⚭ Sylvia Freiin von Podewils (* 1952)
          1. Moritz (* 1980)
          2. Angelina (* 1983) ⚭ Joachim Albrecht von Preußen (* 1984)
          3. Philipp (* 1985)
          4. Margarita (* 1989)

        3. Sibylle (* 1942) ⚭ Peter Thomas (1935–1985)
        4. Juliane (* 1951)

    4. Klara (1839–1896)
    5. Hermann (* 23. Dezember 1842 in Laubach; † 24. November 1915 in Straßburg)
    6. Reinhard (1844–1848)

  2. Reinhard (1801–1870) ⚭ Ida Prinzessin zu Ysenburg-Büdingen (1817–1900), Tochter von Ernst Kasimir I. von Ysenburg-Büdingen (1781–1852)
  3. Rudolf (1803–1884)
  4. Georg (1805–1870)
  5. Ottilie (1807–1884) ⚭ Friedrich Wilhelm Ferdinand zu Solms-Braunfels (1797–1873)

#### Haus Solms-Laubach (von Otto bis heute)
1. Otto III. (Solms-Laubach) (1860–1904) ⚭ Emma Prinzessin zu Ysenburg und Büdingen in Büdingen (1870–1944), Tochter von Bruno zu Ysenburg-Büdingen (1837–1906) →  Vorfahren siehe oben, Haus Solms-Laubach 
  1. Georg Friedrich (Solms-Laubach) (1899–1969) ⚭ Johanna Marie Prinzessin zu Solms-Hohensolms-Lich (1905–1982), Tochter von Karl zu Solms-Hohensolms-Lich (1866–1920)
    1. Irene (1925–2006) ⚭ Siegfried Graf zu Castell-Rüdenhausen (1916–2007)
    2. Otto (1926–1973) ⚭ Madeleine Prinzessin zu Sayn-Wittgenstein-Berleburg (* 1936), Tochter von Gustav Albrecht zu Sayn-Wittgenstein-Berleburg (1907–1944)
      1. Tatiana (* 1958) ⚭ (I) Christian Graf von Hochberg (* 1953); ⚭ (II) Patrick Graf Saurma Freiherr von und zu der Jeltsch (* 1956)
      2. Adriana (* 1958) ⚭ (I) Stephan Königs (1952–1985); ⚭ (II) Hubertus von Dewitz (* 1947); ⚭ (III) Dieter Brinks (* 1947)
      3. Anna Margareta (* 1960) ⚭ Marc Laudien (* 1962)
      4. Christina (* 1962) ⚭ Kilian von Pezold (* 1964)
      5. Karl Georg (* 1963) ⚭ (I) Julia Willers (* 1966); ⚭ (II) Celina von Luttitz (Enkeltochter von Rudolf August Oetker), Chef des Hauses Solms-Laubach, auf Schloss Laubach
        1. Emma (* 1992)
        2. August (* 1994), Erbgraf zu Solms-Laubach
        3. Clara (* 1996)
        4. Hannah (* 1999)

      6. Gustav (* 1965) ⚭ Nicola Hipp (* 1969)
      7. Elisabeth (* 1968) ⚭ Ludwig Schmucker (* 1967)
      8. Maria (* 1968) ⚭ Stephan Prinz zur Lippe (* 1959)
      9. Franz (* 1971) ⚭ Viktoria Unterreiner (* 1979)
      10. Ferdinand (*/† 1971)

    3. Karl (1926–1945)
    4. Monika (* 1929) ⚭ Ernst August Prinz von Hannover (1914–1987), Herzog zu Braunschweig und Lüneburg
    5. Johann Friedrich (1932–1998) ⚭ (I) Eleonore Elisabeth zu Solms-Laubach (1937–1999), Tochter von Ernstotto zu Solms-Laubach (1890–1977); ⚭ (II) Birgit Dallhammer (* 1944)
      1. Maximilian (* 1962) ⚭ Ursula Weiss (* 1962)
        1. Fionna Theresa (* 1993)
        2. Celina Christina (* 1997)
        3. Cedric Ernst-Otto (* 1998)
        4. Seraphina Maria (* 1999)
        5. Angelina Genoveva (* 2007)

    6. Friedrich (* 1937) ⚭ Ulrike zu Stolberg-Wernigerode (* 1940), Tochter von Ludwig Christian zu Stolberg-Wernigerode (1910–1945)
      1. Katharina (* 1964) ⚭ James Rupert Graf Strachwitz von Gross Zauche und Camminetz (* 1965)
      2. Ludwig (* 1965) ⚭ Britt Menge (* 1971)
        1. Pia Margareta (* 1999)
        2. Conrad August (* 2000)

      3. Georg (* 1971)

    7. Andrea (1941–2007)

  2. Bernhard zu Solms-Laubach (1900–1938) ⚭ Luise zu Castell-Rüdenhausen (1902–1986)
    1. Peter (1929–1955)
    2. Ilona (* 1931) ⚭ (I) Heinz Otto (* 1927); ⚭ (II) Wolfgang Pilz (* 1924)
    3. Friedrich (* 1932) ⚭ Franka-Richardis von Roeder (1929–1997)
      1. Irene (* 1960)

    4. Alexander (* 1934) ⚭ Ramona Heilmann (* 1941)
      1. Daniela (* 1965) ⚭ Karl Ziffer (* 1968)
      2. Tanja (1968–1981)

  3. Marianne (1901–1973)
  4. Friedrich Botho (1902–1991) ⚭ Dorothea von Gohren (1909–1988)
    1. Erdmuthe Benigna (* 1932) ⚭ Christian von Maltzan, Freiherr zu Wartenberg und Penzlin (* 1929)
    2. Karola (* 1933) ⚭ Detlev Schulte-Vieting (* 1928)
    3. Agnes (* 1935) ⚭ Jürgen von Maltzan, Freiherr zu Wartenberg und Penzlin (* 1934)
    4. Ernst (* 1939) ⚭ (I) Ursula Hartmann (* 1937); ⚭ (II) Eva Maria Ritter (* 1937); ⚭ (III) Karin Zürbig (* 1941),
      1. Ruppert (* 1971)
      2. Kristin (* 1972)
      3. Stefan (* 1976)

    5. Oda (* 1941) ⚭ (I) Hartmut Nachholz (* 1940); ⚭ (II) Heinz Helmut (* 1931)

### Haus Solms-Wildenfels (von Heinrich Wilhelm bis Friedrich Christoph und Emich)
1. Heinrich Wilhelm zu Solms-Wildenfels-Laubach (1675–1741) ⚭ (I) Helene Dorothea Gräfin Truchseß (* 4. Mai 1680; † 11. Juli 1712), Tochter von Wolfgang Christoph Truchsess von Waldburg (1643–1688); ⚭ (II) Sophie von Dohna (* 12. August 1674; † 23. September 1746), Tochter von Friedrich von Dohna (1621–1688) → Vorfahren siehe oben, Haus Solms-Laubach 
  1. Friederike (* 14. Dezember 1703; † 22. November 1728)
  2. Friedrich Magnus (* 24. Januar 1705; † 19. März 1711)
  3. Heinrich Karl (* 28. Februar 1706 7; † Oktober 1746) ⚭ Albrechtine Charlotte von Bylandt-Palsterkamp (1721–1799)
    1. Sophie Henriette (1739–1822) ⚭ Wilhelm zu Solms-Rödelheim und Assenheim (1699–1778)
    2. Elisabeth (1741–1819) ⚭ Ernst Burchard von Mengden († 1797)
    3. Friedrich Magnus I.(1743–1801) ⚭ Karoline Sophie von Leiningen (1757–1832), Tochter von Karl von Leiningen (1724–1807)
      1. Karl Ludwig (1774–1776)
      2. Friedrich Magnus II. (1777–1857) ⚭ (I) Auguste Karoline von Erbach-Erbach (1783–1833), Tochter von Franz I. (Erbach-Erbach) (1754–1823); ⚭ (II) Elisabeth von Degenfeld (1802–1880)'
      3. Victoria (1781–1822)
      4. Eduard (1784–1788)
      5. Gustav (1785–1787)
      6. Emich (1794–1834) ⚭ Paulina Freiin Sirtema von Grovestins (1802–1848)

    4. Isabella Ottilie (1745–1747)
    5. Sophie Luise (1746–1747)

  4. Helene Agnes (* 29. Mai 1707; † 13. Oktober 1735) ⚭ Heinrich Leopold von Reichenbach-Goschütz (1705–1775), Sohn von Heinrich von Reichenbach (1633–1715)
  5. Friedrich Ludwig zu Solms-Wildenfels und Tecklenburg (1708–1789) ⚭ Luise Dorothea von Münnich (1710–1775), Tochter von Generalfeldmarschall Burkhard Christoph von Münnich (1683–1767)
    1. Christoph (1741–1829) ⚭ Wilhelmine Charlotte von Vietinghoff (1754–1790)
      1. Luise Eleonore (1771–1798) ⚭ Georg Friedrich Adolph von Zeng
      2. Sophie Charlotte (1772–1808) ⚭ Ernst Friedrich von Brandenstein
      3. Georg Ludwig (1774)
      4. Karoline Friederike (1776–1803)
      5. Karl Alexander (1778–?) ⚭ (I) Charlotte Freiin von Friesen (1783–1807); ⚭ (II) Friederike von Geusau (1785–?),
      6. Friedrich August (1782–1850) ⚭ Johanna Reichmann (1784–1856)
      7. Heinrich Ludwig (1784–1848) ⚭ Ernestine von Müller († 1830)
        1. Arthur (1808–1896) ⚭ Laura Thierfeld (1815–1869)
          1. Ida Constance (1835–1915) ⚭ Eduard Bary († 1875)
          2. Olga (1842–1912) ⚭ Karl von Köller († 1911)

        2. Karl Allwill (1809–1876) ⚭ Laura von Blücher (1825–1907)
          1. Valeska (1853–1937) ⚭ (I) Hermann von Hanstein († 1893); ⚭ (II) Alexander Freiherr von Wöhrmann († 1934)

        3. Charlotte Anna (1815–1892) ⚭ Ferdinand von Wilucki († 1849)

      8. Wilhelm (1785)
      9. Sohn (*/† 1787)
      10. Georg August (1790–1827)

    2. Ludwig Ernst (1743–1768)
    3. Otto Wilhelm (1744–1793)
    4. Christian August (1748–1763)
    5. Sophie (1751)

  6. Sophie Charlotte (* 30. November 1709; † 27. Januar 1786)
  7. Eleonore Amalie (* 17. Februar 1711; † 4. März 1761) ⚭ Johann Carl Freiherr von Morawitzky[5][6]
  8. Friedrich Christoph zu Solms-Wildenfels (1712–1792) ⚭ (I) Johanna Gräfin Henckel von Donnersmark (1710–1774); ⚭ (II) Johanna von Löser (1741–1807)
  9. Friederike (* 28. Mai 1714; † 9. April 1755) ⚭ Christoph II. von Dohna-Schlodien (1702–1762)

#### Haus Solms-Wildenfels (von Friedrich Magnus II. bis heute)
1. Friedrich Magnus II. (1777–1857) ⚭ (I) Auguste Karoline von Erbach-Erbach (1783–1833), Tochter von Franz I. von Erbach-Erbach (1754–1823); ⚭ (II) Elisabeth von Degenfeld (1802–1880)
  1. Karoline (1804–1839)
  2. Friedrich Magnus III. (1811–1883) ⚭ Ida von Castell-Castell (1817–1882), Tochter von Friedrich Ludwig von Castell-Castell (1791–1875)
    1. Marie (1845–1911) ⚭ Heinrich Graf Beckers zu Westerstetten († 1887)
    2. Friedrich Magnus IV. (1847–1910) ⚭ Jacqueline von Bentinck (1855–1933)
      1. Elisabeth (1876–1889)
      2. Sophie (1877–1956) ⚭ (I) Oskar Graf von Platen-Hallermund (1865–1957); ⚭ (II) Otto zu Solms-Rödelheim (1866–1946)
      3. Magna Maria (1883–1966) ⚭ Albert von Stolberg-Wernigerode (1886–1948)
      4. Friedrich Magnus V. (1886–1945) ⚭ Marie Antoinette von Schwarzburg-Rudolstadt (1898–1984), Tochter von Sizzo von Schwarzburg (1860–1926)
        1. Anna (* 1926)
        2. Friedrich Magnus VI. (* 1927) ⚭ (II) Katharina Dürst (1923–1970); ⚭ (III) Gisela Frania (* 1930); ⚭ (IV) Gisella Paroll (* 1957)
          1. Friedrich (* 1949)
          2. Konstantin (* 1950) ⚭ (I) Gabriele Schässberg (* 1951); ⚭ (II) Erica (* 1937)

        3. Jutta (* 1928) ⚭ Saim Farid Saad (1922–2000)
        4. Albrecht (* 1929) ⚭ Ingrid Gross (* 1933)
        5. Kristin (* 1938) ⚭ Dietrich Gross (* 1923)

      5. Anna (1890–1970) ⚭ Wilhelm Constantijn Loudon (1873–1932)
      6. Gisela (1891–1975) ⚭ Viktor Prinz zu Wied (* 7. Dezember 1877 in Neuwied; † 1. März 1946 in Moosburg an der Isar)

    3. Heinrich (1851–1901)
    4. Friedrich (1851–1870)
    5. Otto (1854–1929)
    6. Ida (1856)

  3. Auguste (1819–1887)

#### Haus Solms-Wildenfels (von Emich bis heute)
1. Emich (1794–1834) ⚭ Paulina Freiin Sirtema von Grovestins (1802–1848) →  Vorfahren siehe oben, #Haus Solms-Wildenfels (von Friedrich Magnus II. bis heute)
  1. Emich (1820–1883) ⚭ Marie Otto (1826–1862)
  2. Luise (1822–1888) ⚭ Hermann von Michaëlis (1813–1890)
  3. August zu Solms-Wildenfels (1823–1918) ⚭ (I) Elisabeth zu Solms-Baruth (1836–1868), Tochter von Friedrich zu Solms-Baruth (1795–1879); ⚭ (II) Fanny von Schimmelmann (1846–1918)
    1. Elisabeth (1863–1946) ⚭ Rochus von Lynar (1857–1928)
    2. Marie Luise (1865–1955)
    3. Otto (1866–1946) ⚭ Sophie zu Solms-Wildenfels (1877–1956), Tochter von Friedrich Magnus IV. zu Solms-Wildenfels (1847–1910)
    4. Ernst (1877–1945) ⚭ Karin Freiin von Uexküll (1882–1959)
      1. Karin (1907–) ⚭ Otto Stade (1903–)
      2. Bernhard (1909–) ⚭ Lieselotte Voigt (1915–)
        1. Bernhard (* 1941) ⚭ (I) Astrid Kohlhauer (* 1936); ⚭ (II) Karin Presch (* 1943)
          1. Christian (* 1965)
          2. Christina (* 1967)
          3. Sylvia (* 1968)

        2. Friedel (* 1942) ⚭ (I) Victor Garcia y Perez; ⚭ (II) Haug von Kuenheim (* 1934)
        3. Friedrich Magnus (* 1944)
        4. Alexander (* 1945) ⚭ Hannolere (* 1952)
          1. Alexandra (* 1970)

      3. Friedrich (1911–) ⚭ (I) Renate von Schmidt-Pauli (1906–); ⚭ (II) Marie Theresia Hermanns (1932–2004)
        1. Beatrice (* 1963)
        2. Alexander (* 1966)

    5. Karl August (1879–1958) ⚭ Maria Gans zu Putlitz (1892–1955)
      1. Siegfried (1918–1945)
      2. Harald (* 1922) ⚭ Helga Hamburg (* 1921)
        1. Niels (* 1952) ⚭ Annette Jungmann (* 1957)
          1. Lisa (1981–1991)
          2. Janne (1983–1991)

    6. Anna (1880–1956)
    7. Emich (1883–1961) ⚭ Erika von Boehn (1892–1976)
      1. Emich (1911–1945) ⚭ Tilly Schmitt (1912–)
        1. Gerda (* 1941)

      2. Magnus (1920–1942)
      3. Reinhard (1923–1943)

  4. Friedrich (1825–1867)
  5. Otto (1827–1850)

### Haus Solms-Baruth (von Friedrich Sigismund I. bis Friedrich zu Solms-Baruth)
1. Friedrich Sigismund I. (1627–1696) ⚭ Ernestine von Schönburg-Hartenstein (1642–1713), Tochter von Otto Albrecht von Schönburg-Hartenstein (1601–1681) → Vorfahren siehe oben, Haus Solms-Laubach
  1. Otto Albrecht (1667–1669)
  2. Eleonora Maria (1668–1671)
  3. Friedrich Sigismund II. (1669–1737) ⚭ (I) Amalie von Lützelburg (1675–1721); ⚭ (II) Ernestine Elisabeth zu Solms-Sonnenwalde; ⚭ (III) Juliana Dorothea von Stutterheim
    1. Ernesta Sophia (1693–1695)
    2. Amalia Christiana (1694–1695)
    3. Friedrich Maximilian (1696)
    4. Gottlob Alexander (1697–1699)
    5. Charlotta Christina (1699–1701)
    6. Friedrich (1725–1787) ⚭ Sophie Luise von Anhalt-Bernburg (1732–1786), Tochter von Fürst Viktor II. Friedrich (Anhalt-Bernburg) (1700–1765) → Nachfahren Haus Solms-Baruth 

  4. Johann Christian I. (1670–1726) ⚭ Helena Gräfin Henckel von Donnersmarck (1677–1763)
    1. Christiane Sophie (1699–1719)
    2. Helene (1700–1750) ⚭ Ludwig Franz von Sayn-Wittgenstein-Berleburg (1694–1750)
    3. Johann Karl (1702–1735) ⚭ Henriette Luise Wilhelmine (1711–1752), Tochter von Rudolf Ferdinand von Lippe-Sternberg-Schwalenberg (* 17. März 1671; † 12. Juli 1736)
      1. Johanna Constantia Luise (1731–1735)
      2. Karl Rudolf Heinrich (1732–1733)
      3. Johann Christian II. (1733–1800) ⚭ (I) Wilhelmine zur Lippe-Biesterfeld (* 15. Juni 1733; † 18. Februar 1766), Tochter von Graf Friedrich Karl August (Lippe) (1706–1781); ⚭ (II) Friederike Reuß zu Köstritz (1748–1798), Tochter von Heinrich VI. (Reuß-Köstritz) (1707–1783)
        1. Amalie (1768–1847) ⚭ Karl Ludwig (Hohenlohe-Langenburg) (1762–1825)
        2. Johann (1770–1810) ⚭ Henriette von Reichenbach-Goschütz (1776–1851), Tochter von Graf Heinrich von Reichenbach-Goschütz (1733–1805)
          1. Johann (1799–1877) ⚭ Marie von Raven (1808–1878)
            1. Sohn (*/† 1827)
            2. Jenny (1830–1874)
            3. Marie (1832–1835)

          2. Bertha (1801–1832) ⚭ Friedrich zu Solms-Baruth (1795–1879), Politiker
          3. Johanna (1802)
          4. Albertine (1804)
          5. Johanna (1807–1808)

        3. Marie Friederike (1772)
        4. Isabella Luise Konstanze (1774–1856) ⚭ Karl Christian zur Lippe-Weißenfeld (1740–1808), Sohn von Ferdinand Johann Ludwig zur Lippe-Weißenfeld (1709–1781)
        5. Johanna Franziska (1776–1840) ⚭ Heinrich Leopold von Reichenbach-Goschütz (1768–1816), Generallandschaftspräsident von Schlesien
        6. Marie Karoline (1780–1781)
        7. Sophie Karoline (1785–1790)

      4. Johanna Constantia Luise (1734)
      5. Charlotte Helene (1735–1809)

    4. Christian Ernst von Solms (1706–1748) ⚭ (I) Julie von Morawitzky (1705–1739); ⚭ (II) Johanna Henckel von Donnersmarck (1711–1774)
      1. Johann Konstantin (1744–1748)

    5. Barbara (* 30. Oktober 1707; † 16. Juni 1744) ⚭ Graf Friedrich Karl August (Lippe) (1706–1781)
    6. Georg Wilhelm (1709–1739)
    7. Ernestine (1712–1769) ⚭ Ferdinand zur Lippe-Weißenfeld (1709–1791), Sohn von Rudolf Ferdinand zur Lippe-Weißenfeld (1671–1736)
    8. Ludwig Heinrich (1717–1758)

  5. Juliana Sophia (1672–1687)
  6. Agnes Christiana (1673–1674)
  7. Dorothea Ernesta (1674–1679)
  8. Eleonora Christina (1675–1676)
  9. Sohn (*/† 1677)
  10. Erdmuthe Amalie (1677–1736) ⚭ Adam von Haacke († 1755)
  11. Hedwig Charlotte (1678–1734) ⚭ Wenzel Ludwig Henckel von Donnermarck (1680–1734)
  12. Johann Wilhelm (1679–1681)
  13. August Ernst (1681–1690)
  14. Sophie Eleonora (1689)
  15. Johann Georg (1690)

#### Haus Solms-Baruth (von Friedrich zu Solms-Baruth bis heute)
1. Friedrich (1725–1787) ⚭ Sophie Luise von Anhalt-Bernburg (1732–1786), Tochter von Fürst Viktor II. Friedrich von Anhalt-Bernburg (1700–1765) → Vorfahren siehe oben, Solms-Baruth
  1. Friederike (1755–1832) ⚭ Nikolaus von Burghauß
  2. Friedrich (1757–1801) ⚭ Georgine von Wallwitz (1768–1839)
    1. Friederike (1788–1818)
    2. Friedrich Karl Georg (1792–1795)
    3. Friedrich (1795–1879) ⚭ (I) Bertha zu Solms-Baruth (1801–1832), ⚭ (II) Ida von Wallwitz (1810–1869)
      1. Friedrich (1821–1904) ⚭ (I) Rosa Teleki von Szek (1818–1890), ⚭ (II) Hedwig von Kleist (1829–1920)
        1. Friedrich (1853–1920) ⚭ Louise von Hochberg, Freiin von Fürstenstein (1863–1938)
          1. Rosa (1884–1945) ⚭ Otto II. von Salm-Horstmar
          2. Friedrich (1886–1951) ⚭ Adelheid von Schleswig-Holstein-Sonderburg-Glücksburg (1889–1964), Tochter von Friedrich Ferdinand von Schleswig-Holstein-Sonderburg-Glücksburg (1855–1934)
            1. Friederike Louise (1916–1989)
            2. Feodora (1920–2006) ⚭ (I) Gert Schenk (1910–1957), ⚭ (II) Karl Adolf Fürst von Auersperg, Herzog von Gottschee (1915–2006)
            3. Rosa (* 1925) ⚭ (I) Neville Lewis (1895–1972), ⚭ (II) Heinrich Weber (1926–1983)
            4. Friedrich (1926–2006) ⚭ Birgitta von Berchem-Königsfeld (* 1924)
              1. Friedrich (* 1963)
              2. Julian (* 1965) ⚭ Livia Deuchler (* 1970)
                1. Afonso (* 1997)

            5. Caroline Mathilde (* 1929) ⚭ Johann van Steenderen (1905–1978)

          3. Hermann (1888–1961) ⚭ Anna Gräfin von Hochberg (1888–1966)
            1. Friedrich Sigismund (1914–1982) ⚭ Rosemarie von Wietzlow (1918–2000)
              1. Felicitas (* 1952) ⚭ Friedrich Karl Freiherr Michel v. Tüßling (* 1943)

            2. Marie Agnes (1916–2010) ⚭ (I) Hans Balduin von Plessen (1907–1940), ⚭ (II) Johannes-Heinrich von Saurma (1909–1977), ⚭ (III) Albert Prollius (1905–1992)
            3. Pya (1918–1982) ⚭ Carl-Alexander von Klinckowström (1913–1995)

          4. Hans (1893–1971) ⚭ Caroline Mathilde von Schleswig-Holstein-Sonderburg-Glücksburg (1894–1972), Tochter von Friedrich Ferdinand von Schleswig-Holstein-Sonderburg-Glücksburg (1855–1934)
            1. Viktoria Luise (1921–2003) ⚭ (I) Friedrich Josias Prinz von Sachsen-Coburg und Gotha (* 29. November 1918 in Schloss Callenberg bei Coburg; † 23. Januar 1998 in Amstetten, Niederösterreich) ⚭ (II) Richard Whitten (1910–2001)
            2. Friedrich Hans (1923–2006) ⚭ Oda zu Stolberg-Wernigerode (1925–1978), Tochter von Botho zu Stolberg-Wernigerode (1893–1989)
              1. Irina (* 1953) ⚭ Hubertus Prinz zu Sayn-Wittgenstein-Berleburg (1948–)
              2. Christian Friedrich (* 1954) ⚭ Melissa Butler (1954–2014)
                1. Oda Desiree (* 1981)
                2. Caroline Mathilde (* 1987)
                3. Alexander (* 1989)

              3. Huberta (* 1958) ⚭ Rafael Herrlich (* 1954)

            3. Hubertus (1934–1991) ⚭ (I) Elisabeth Charlotte von Kerssenbrock (1935–1968), ⚭ (II) Gerta Freiin Staël von Holstein (* 1939)
              1. Ruprecht (* 5. August 1963 in München) ⚭ Henriette Reuß zu Köstritz (* 24. April 1964 in Hamburg)
                1. Kasimir (* 1991)
                2. Hubertus (* 1993)
                3. Clemens (* 1996)
                4. Marie-Cécile (* 1997)

              2. Donata (* 1965) ⚭ Christian Jasper von Brockdorf (* 1960)
              3. Eilika (* 1966) ⚭ Jakob von Waldburg-Wolfegg-Waldsee (* 1957)
              4. Viktoria (* 1971) ⚭ Hans Körner (* 1968)

          5. Johann Georg (1896–1973)

        2. Helene (1854–1886) ⚭ Otto zu Solms-Sonnenwalde (1845–1886)
        3. Marie Agnes (1856–1941) ⚭ (I) Egbert von Asseburg, ⚭ (II) Franz von Ratibor und Corvey (* 6. April 1849; † 27. Mai 1925)

      2. Marie (1823–1910) ⚭ Hartmann von Witzleben (1805–1878)
      3. Bertha (1832–1909) ⚭ Maximilian zu Lynar (1825–1914)
      4. Elisabeth (1836–1868) ⚭ August zu Solms-Wildenfels (* 7. September 1823 in Potsdam; † 28. Februar 1918 in Berlin-Halensee)
      5. Anna (1841–1903) ⚭ Ernst von der Schulenburg-Emden (1832–1905)
        1. 1 Sohn (Matthias, † 1923 unverheiratet) und 2 Töchter

## Haus Solms-Braunfels (von Bernhard I. bis Heinrich Trajectinus)
1. Bernhard II († 1459) ⚭ Elisabeth von Ysenburg-Büdingen († 1451) → Vorfahren siehe oben, Haus Solms 
  1. Rupprecht (1424–1499)
  2. Otto II. (1426–1504) ⚭ Anna von Nassau-Wiesbaden (1442–1480), Tochter von Johann von Nassau-Wiesbaden
    1. Margarete (1465–?)
    2. Anna (1466–1491)
    3. Philipp (1467–1511)
    4. Bernhard III. (1468–1547) ⚭ Margarethe von Henneburg († 1510)
      1. Philipp (1494–1581) ⚭ Anna von Tecklenburg († 1554)
        1. Ursula (1535–1585) ⚭ Wolfgang von Ysenburg-Büdingen in Kelsterbach (1533–1596)
        2. Ehrengard (1536–1577) ⚭ Philipp II. von Ysenburg-Büdingen in Birstein (1526–1596)
        3. Anna (1538–1565) ⚭ Ludwig I. von Sayn-Wittgenstein (1532–1605)
        4. Konrad (1540–1592) ⚭ Elisabeth von Nassau-Dillenburg (1542–1603), Tochter von Wilhelm von Nassau-Dillenburg (1487–1559)
          1. Philipp Friedrich (1560–1567)
          2. Juliane (1562–1563)
          3. Johann Albrecht I. (auch Johann Albert, 1563–1623) ⚭ (I) Agnes von Sayn-Wittgenstein (1569–1617), ⚭ (II) Juliana von Nassau-Dillenburg (1565–1630), Tochter von Johann VI. von Nassau-Dillenburg (1536–1606)
            1. Friedrich Kasimir (1591–1595)
            2. Elisabeth (1593–1637) ⚭ Wolfgang Friedrich († 1637)
            3. Ursula (1594–1657) ⚭ Christoph II. von Dohna (1583–1637)
            4. Konrad Ludwig (1595–1635) ⚭ Anna Sibylle Freiin von Winneburg und Beilstein (1595–1635)
            5. Juliana (1597–1599)
            6. Johann Albrecht II. (1599–1647) ⚭ Anna Elisabeth von Daun und Falkenstein (1615–1706)
              1. Heinrich Trajectinus (* 11. Januar 1638 in Utrecht; † 19. Juli 1693 in der Schlacht bei Neerwinden) ⚭ Karolina Henriette zu Solms-Laubach (1667–1752), Tochter von Karl Otto zu Solms-Laubach (1633–1676)
              2. Anna Ulrika († 1700) ⚭ Johann Christoph Freiherr zu Wylich und Lottum († 1680)

            7. Sohn */† 1600
            8. Amalie (* 31. August 1602 auf Schloss Braunfels in Braunfels; † 8. September 1675 in Den Haag) ⚭ Friedrich Heinrich von Oranien (* 29. Januar 1584 in Delft; † 14. März 1647 in Den Haag)
            9. Friedrich (1604–1605)
            10. Johann Philipp (1605–1609)
            11. Louise Christina (1606–1669) ⚭ Johann Wolfart van Brederode (1599–1655)

          4. Eberhard (1565–1596)
          5. Elisabeth (1566–1570)
          6. Ernst (1568–1595)
          7. Wilhelm I. (1570–1635) ⚭ Amalia von Nassau-Dillenburg (1582–1635), Tochter von Johann VI. von Nassau-Dillenburg (1536–1606) → Nachfahren Haus Solms-Greifenstein
          8. Otto (1572–1610) ⚭ Ursula von Gleichen († 1625)
          9. Reinhard (1573–1630) ⚭ (I) Walpurgis Anna von Daun und Falkenstein (1580–1618), ⚭ (II) Elisabeth von Daun und Falkenstein (1593–1656)
            1. Friedrich (1617–1628)
            2. Otto (1618–1635)
            3. Moritz (1622–1678) ⚭ Florentina van Brederode (1624–1698)
            4. Juliana (1624–1628)
            5. Philipp Reinhard (1625–1665)
            6. Konrad (1627–1628)
            7. Amalia (1628–1636)

          10. Philipp (1575–1628)
          11. Elisabeth Juliana (1578–1630) ⚭ Ludwig II. von Sayn-Wittgenstein (1571–1634)
          12. Anna Elisabeth (1580)
          13. Heinrich (1582–1602)
          14. Anna Maria (1585–1586)

        5. Margarethe (1541–1594) ⚭ Ernst von Solms-Lich (1527–1590)

      2. Anna (1496–?)
      3. Margarete (1497–?)
      4. Maria (1498–1586)
      5. Philipp (1500–?)
      6. Wilhelm (1501–1542)
      7. Katharina (1503–1518)
      8. Otto (1504–1536)
      9. Agathe (1506?–?)
      10. Wolfgang von Solms-Münzenberg (1506–1555), Kanoniker in Köln, Mainz und Straßburg, begraben in der Jakobuskapelle (heute: Maternuskapelle) im Chorumgang des Kölner Doms[7]
      11. Elisabeth (1507–?)
      12. Christoph (1508–1528)

    5. Elisabeth (1469–1540) ⚭ Wolfgang von Fürstenberg (* 1465; † 1509)
    6. Maria (1471–1505) ⚭ Johann II. von Nassau-Beilstein († 1513)
    7. Otto (1474–1498)
    8. Agnes (1476–1531)
    9. Katharina (1478–?)
    10. Wolfgang (1480–1511)

  3. Philipp(1431–1500)
  4. Bernhard (1436–1503)
  5. Elisabeth († 1486)

### Haus Solms-Greifenstein
1. Wilhelm I. (1570–1635) ⚭ Amalia von Nassau-Dillenburg (1582–1635), Tochter von Johann VI. von Nassau-Dillenburg (1536–1606) → Vorfahren siehe oben, Haus Solms-Braunfels
  1. Johannette Elisabeth (1602–1627)
  2. Johann Konrad (1603–1635) ⚭ Anna Margaretha zu Solms-Hohensolms (1597–1670)
    1. Wilhelm Philipp (1633–1635)
    2. Georg Friedrich (1635)

  3. Juliana (1605–1629)
  4. Sabine (1606–?) ⚭ Georg Hartmann von Zinzendorf († 1632)
  5. Amalia (1607–1608)
  6. Wilhelm II. (1609–1676) ⚭ (I) Johannette Sibylle zu Solms-Hohensolms (1623–1651), Tochter von Philipp Reinhard I. zu Solms-Hohensolms (1593–1635), ⚭ (II) Ernestine Sophie von Hohenlohe-Schillingsfürst (1618–1701)
    1. Elisabeth Margarethe (1637–1681) ⚭ Ludwig Christian von Sayn-Wittgenstein-Hohenstein (1629–1683)
    2. Georg Wilhelm (1638)
    3. Louise Walpurgis (1639–1720)
    4. Georg Friedrich (1640)
    5. Katharina Amalia (1641–1642)
    6. Christina Sibylla (1643–1711) ⚭ Ferdinand Maximilian von Oettingen († 1687)
    7. Augusta Elisabeth (1644)
    8. Charlotte Ernestina (1646–1720) ⚭ Albrecht von Löwenstein-Wertheim-Virneburg (1647–1688)
    9. Wilhelm Moritz (1651–1724) ⚭ Magdalene Sophie von Hessen-Homburg (1660–1720), Tochter von Wilhelm Christoph von Hessen-Homburg (1625–1681)
      1. Wilhelm Friedrich (1680)
      2. Karl Ludwig (1681–1682)
      3. Wilhelm Heinrich (1682–1700)
      4. Sophie (1684–1727)
      5. Maria Ernestina (1685)
      6. Elisabeth Magdalena (1686)
      7. Albertina Amelia (1688–1689)
      8. Leopold Karl (1689–1690)
      9. Christine Charlotte (1690–1751) ⚭ Kasimir Wilhelm von Hessen-Homburg (* 23. März 1690 in Weferlingen; † 9. Oktober 1726 in Hötensleben)
      10. Tochter */† 1691
      11. Friedrich Wilhelm (* 11. Januar 1696 in Braunfels; † 24. Februar 1761 ebenda) ⚭ (I) Magdalena von Nassau-Weilburg (1691–1725), Tochter von Johann Ernst von Nassau-Weilburg (1664–1719) ⚭ (II) Sophie Magdalena zu Solms-Laubach-Utphe (1707–1744) Tochter von Karl Otto zu Solms-Laubach-Utphe und Tecklenburg (1673–1743), ⚭ (III) Charlotte Katharina Pfalzgräfin von Birkenfeld-Gelnhausen (1699–1785), Tochter von Johann Karl von Pfalz-Gelnhausen (1638–1704)
        1. Ferdinand Wilhelm Ernst (* 8. Februar 1721; † 2. Oktober 1783) ⚭ Sophie Christine Wilhelmine zu Solms-Laubach (1741–1772) Tochter von Christian August zu Solms-Laubach (1714–1784)
          1. * Wilhelm (1759–1837) ⚭ Auguste von Grumbach (1771–1810)
            1. Wilhelmine (1793–1865) ⚭ Alexius zu Bentheim und Steinfurt (1781–1866)
            2. Sophie Auguste (1796–1855) ⚭ Johann August von Wied-Neuwied (1779–1836)
            3. Ferdinand (1797–1873) ⚭ Ottilie zu Solms-Laubach (1807–1884), Tochter von Friedrich zu Solms-Laubach (* 29. August 1769 in Laubach; † 24. Februar 1822 in Köln)
            4. Karl Wilhelm Bernhard (* 9. April 1800; † 24. August 1868)

          2. Karoline (1760)
          3. Ludwig Wilhelm (1762)
          4. Auguste Louise (1765–1797) ⚭ Karl Ludwig von Grumbach († 1799)
          5. Wilhelm (1765–1852)
          6. Luise (1766–1830)
          7. Karl August (1768–1829)
          8. Friedrich Wilhelm (* 22. Oktober 1770 in Braunfels; † 13. April 1814 in Slawentzitz) ⚭ Friederike von Mecklenburg-Strelitz (* 2. März 1778 im Alten Palais in Hannover; † 29. Juni 1841 ebenda), Tochter des Herzogs Karl II. von Mecklenburg (1741–1816) → Nachfahren Haus Solms-Braunfels
          9. Ludwig Wilhelm (1771–1833)
          10. Ferdinande (1772–1773)

        2. Magdalena (* 17. Juli 1722; † 17. November 1722)
        3. Charlotte (* 15. August 1725; † 29. April 1785)
        4. Karl Ludwig (* 14. Juni 1727; † 14/15. Dezember 1812)
        5. Elisabeth (* 5. August 1728; † 19. Juni 1795)
        6. Ulrike Louise (* 1. Mai 1731 in Hungen; † 12. September 1792 in Homburg vor der Höhe) ⚭ Friedrich IV. von Hessen-Homburg (* 15. April 1724 in Braunfels; † 7. Februar 1751 in Homburg vor der Höhe)
        7. Wilhelm Christoph (* 20. Juni 1732; † 8. Dezember 1811)
        8. Ludwig Rudolf Wilhelm (* 25. August 1733; † 2. Januar 1809)
        9. Amalie Eleonore (* 22. November 1734; † 19. April 1811) ⚭ Karl Ludwig von Anhalt-Bernburg-Schaumburg-Hoym (1723–1806)
        10. Alexander Wilhelm (* 7. März 1736; † 12. März 1738)
        11. Anton Wilhelm Friedrich (* 3. September 1739; † 7. Februar 1812)
        12. Karolina Albertina (* 12. Dezember 1740; † 26. Februar 1742)
        13. Magdalena Sophie (* 4. Juni 1742; † 21. Januar 1819) ⚭ Viktor Amadeus von Anhalt-Bernburg-Schaumburg-Hoym (1744–1790)
        14. Christine Charlotte Friederike (* 30. August 1744; † 16. Dezember 1823) ⚭ Simon August von Lippe (1727–1782)

      12. Magdalena Sibylla (1698)
      13. Dorothea Sophie (1699–1733) ⚭ Albrecht Christoph von Dohna-Schlobitten († 1752)

    10. Sophie Amalie (1653–1664)
    11. Friedrich Magnus (1654–1676)
    12. Eleonore Sabine (1655–1742)
    13. Ludwig Heinrich (1657)
    14. Anna Johanna (1659–1727)

  7. Ludwig (1614–1676) ⚭ Anna Marie von Criechingen (1614–1684)
  8. Kunigunde (1615–1635)
  9. Anna Amalia (1617–1640) ⚭ Philipp Reinhard II. zu Solms-Lich (1615–1665)
  10. Ernst Kasimir (1620–1648)

#### Haus Solms-Braunfels (von Friedrich Wilhelm zu Solms-Braunfels bis heute)
1. Friedrich Wilhelm zu Solms-Braunfels (1770–1814) ⚭ Friederike von Mecklenburg-Strelitz (1778–1841), Tochter des Herzogs Karl II. (Mecklenburg) (1741–1816)
  1. Caroline (* 27. Februar 1799; † 20. Oktober 1799)
  2. Kind (*/† 1800)
  3. Kind (*/† 1800)
  4. Friedrich Wilhelm Heinrich (1801–1868) ⚭ Maria Anna Kinsky von Wchinitz und Tettau (1809–1892)
    1. Ferdinand (1832–1872)
    2. Marie (1833–1845)
    3. Ernst zu Solms-Braunfels (1835–1880)
    4. Georg zu Solms-Braunfels (1836–1891) ⚭ Emanuela Galione di Tricasi Moliterno (1854–1936)
      1. Marie Franziska (1879–1971) ⚭ Luigi Gaetani dell` Aquila d` Aragona (1877–1945)
      2. Luise (1885–1964) ⚭ James Pitcairn Knowles (1863–1954)
      3. Georg Friedrich zu Solms-Braunfels (1890–1970) ⚭ Beatrice von Saluzzo (1888–1976)
        1. Marie Luise (1914–1985)
        2. Marie Gabrielle (1918–2003) ⚭ Hans Georg von Oppersdorf (1920–2003). Marie Gabrielle erbte nach dem Tod ihres Vaters einen Teil der Besitzungen, darunter das Schloss Braunfels. Sie nahm, gemeinsam mit ihrem Mann, nach einer Namensänderung durch den Hessischen Minister des Inneren vom 2. Mai 1969 den Namen Graf bzw. Gräfin von Oppersdorff-Solms-Braunfels an, den auch ihre Nachkommen tragen.

    5. Elisabeth (1837–1927)
    6. Bernhard (1839–1867)
    7. Albrecht (1841–1901) ⚭ Ebba von Lavonius(1850–1927)
    8. Otto (1843)
    9. Hermann zu Solms-Braunfels (1845–1900) ⚭ (I) Marie zu Solms-Braunfels (1852–1882), Tochter von Carl zu Solms-Braunfels (1812–1875); ⚭ (II) Elisabeth von Reuß-Schleiz (* 27. Oktober 1859 in Gera; † 23. Februar 1951 im Schloss Hungen), Tochter von Heinrich XIV. (Reuß jüngere Linie) (1832–1913)
      1. Friederike (1873–1927) ⚭ Franz Joseph von Ysenburg (1869–1939)
      2. Marie Theresia (1878)
      3. Marie Agnes (1888–1976) ⚭ Joseph von Erbach-Fürstenau (1874–1963)
      4. Helene (1890–1969) ⚭ Raimund von Erbach-Fürstenau (1868–1926)
      5. Ernst August (1892–1968) ⚭ Elisabeth von Lippe (1916–2013), Tochter von Julius Ernst von Lippe (1873–1952)
        1. Marie Angela (* 1940) ⚭ Werner Zawade (1926–1979)

      6. Friedrich Eugen (1893–1903)

  5. Sophie (1803–1803)
  6. Auguste Luise (1804–1865) ⚭ Albert (Schwarzburg-Rudolstadt) (1798–1869)
  7. Alexander Friedrich Ludwig (1807–1867) ⚭ Luise von Landsberg-Velen (1835–1894)
    1. Friedrich (1864–1936) ⚭ Maria von Westphalen zu Fürstenberg (1868–1934)
      1. Katharina (1901–1987)
      2. Alexander (1903–1989) ⚭ Carmen von Wrede (1901–1994) →Linie Solms-Braunfels im Mannesstamm erloschen
      3. Franz Josef (1906–1989) ⚭ Erna Troldner (1899–1971)

  8. Carl zu Solms-Braunfels (1812–1875) ⚭ (I) Louise Beyrich (ab 1841 Louise von Schönau), drei Kinder (Marie, Karl, Melanie); ⚭ (II) Sophie zu Löwenstein-Wertheim-Rosenberg (1814–1876), folgende Kinder:
    1. Ludwig (1847–1890) ⚭ Karoline Diem (1851–1909)
    2. Eulalia (1851–1922)
    3. Marie (1852–1882) ⚭ Hermann zu Solms-Braunfels (1845–1900)
    4. Sophie (1853–1869)
    5. Alexander (1855–1926) ⚭ Esperance Freiin von Erlanger (1870–1944)
      1. Karl (1892–1914)
      2. Mathilde (1894–1962)
      3. Friederike (1896–1954)